# Кіршонки
Кіршо́нки (рос. Киршонки) — присілок в Балезінському районі Удмуртії, Росія.

## Населення
Населення — 265 осіб (2010; 280 в 2002).
Національний склад станом на 2002 рік:
- росіяни — 90 %